# ارشد حسین وارثی
ارشد حسین وارثی (هندی: अरशद हुसैन वारसी، انگلیسی: Arshad Hussain Warsi؛ زادهٔ ۱۸ آوریل ۱۹۶۸) هنرپیشه، خواننده و تهیه‌کننده اهل هند است. او به عنوان یکی از بازیگران صاحب سبک کمدی هند شناخته می شود. از مشهورترین و پرطرفدارترین کمدی هایی که وی در آن نقش داشته میتوان به مجموع فیلم های هرج و مرج: سرگرمی نامحدود و شادکامی و مونا قلدره و محبت جادویی اشاره کرد.
از فیلم‌ها یا برنامه‌های تلویزیونی که وی در آن نقش داشته‌است می‌توان به شکلات اشاره کرد.
وی همچنین برندهٔ جوایزی همچون جایزه فیلم‌فیر شده‌است.

## فیلم‌شناسی
فهرست برخی از فیلم‌هایی که ارشد حسین وارثی در آنها به ایفای نقش پرداخته‌است:
- شکلات
- یکشنبه
- شادکامی
- چرا من دوست دارم؟
- جنجال
- هرج و مرج برمی‌گردد
- هرج و مرج ۳
- مونا قلدره و محبت جادویی
- دشمن بزرگ
- هرج و مرج: سرگرمی نامحدود
- هرج و مرج دوباره
- وای! زندگی یعنی این!
- منطقه قاضی‌آباد
- آنتونی کیست؟
- ادامه بده مونا
- عشق و نفرت
- یک و نیم بار وابسته به عشق
- میان‌بر
- کابل اکسپرس
- بیا چیزی شیرین داشته باشیم
- عاشقی
- چهار دیوانه
- گل
- برادر فوق‌العاده
- شادکامی مطلق
- شادکامی دو برابر
- رؤیای من و تو
- کمین
- دیوونه بازی
- اراده
- سحر
- جوانی وکیل مدافع
- باچان پاندی
- قهرمان هندوستانی